# Limietcykel
Een dynamisch systeem dat lang genoeg aan zichzelf wordt overgelaten komt vaak in een evenwichtstoestand (bijvoorbeeld een rollende bal komt tot stilstand).
Het kan ook in een periodieke "toestand" komen (bijvoorbeeld de slinger van een klok). Het pad dat het systeem dan beschrijft in de toestandsruimte noem men een stabiele limietcykel.
De derde mogelijke toestand is chaos (bijvoorbeeld de atmosfeer).

## Eigenschappen
Een limietcykel heeft dus twee essentiële eigenschappen. 
Ten eerste is het een periodieke toestand van het systeem.
Daarnaast geldt voor een stabiele limietcykel dat het systeem naar de cykel convergeert voor alle begintoestanden in de buurt van de cykel.
Wanneer het systeem zich van de cykel verwijdert, spreekt men van een onstabiele limietcykel.
De stabiele limietcykel heeft dus een convergentiegebied. Dat bestaat uit alle toestanden vanwaar het systeem naar de cykel convergeert. 
Het convergentiegebied bestrijkt nooit de hele toestandsruimte. Binnen iedere cykel is altijd ten minste één evenwichtstoestand. Die toestand is meestal instabiel en geeft het systeem een bijzondere eigenschap. Als het systeem in deze evenwichtstoestand is blijft het daar natuurlijk. Maar, de kleinste verstoring is genoeg om het naar de stabiele limietcykel te laten convergeren. Men kan zich dit voorstellen als de slinger van de klok die precies in het midden stilhangt. Een klein tikje is dan genoeg om de klok te laten lopen.
Limietcykels ontstaan uit evenwichtstoestanden door zogenaamde Hopf-bifurcaties. In zo'n bifurcatie wordt de evenwichtstoestand onstabiel doordat je een parameter van het systeem verandert. Op dat moment ontstaat de limietcykel. Dit is eenvoudig voor te stellen als het opwinden van de slingerklok (parameterverandering). Als de klok voldoende is opgewonden kan de klok gaan tikken. Bij het verdwijnen van limietcykels gebeurt dezelfde Hopf-bifurcatie, maar dan in omgekeerde volgorde.
De limietcykel is een centraal begrip uit de bifurcatietheorie (dynamische systeemtheorie, chaostheorie) en speelt een essentiële rol bij het ontstaan van chaos.
De complexiteit van limietcykels neemt toe (of af) door periodeverdubbelingsbifurcaties.
Wanneer deze periodeverdubbelingen zich ophopen ontstaat uiteindelijk chaos.
Een limietcykel kan zichzelf niet snijden (in welke richting zou het systeem dan verder moeten gaan?).
Het is duidelijk dat een systeem met limietcykels minstens twee variabelen heeft, anders lukt afbeelden in het platte vlak immers niet. Minder vanzelfsprekend is dat in het algemeen een limietcykel weer te geven is met twee goed gekozen systeemvariabelen.

## Voorbeelden

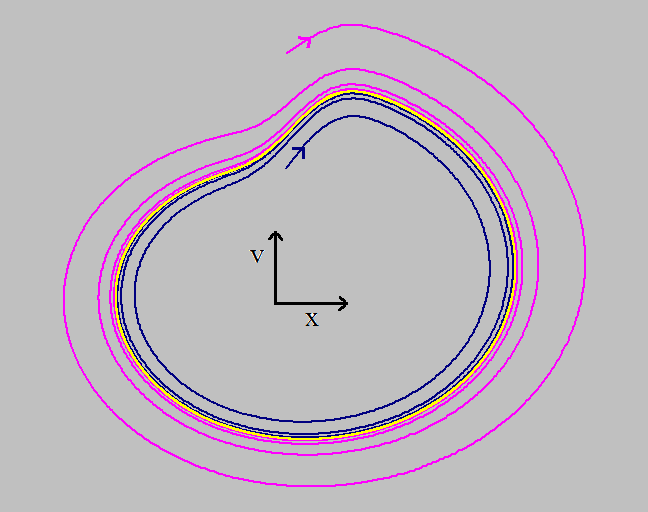
Stabiele limietcykel van een slingerklok. De slinger krijgt steeds tijdens de heenweg een duwtje. Getekend zijn: de limietcykel (geel) en twee paden die naar de limietcykel convergeren (blauw en rose).

Er zijn veel elegante dynamische systemen met limietcykels. Minder elegant, maar wel makkelijk te begrijpen is de slingerklok. De slinger van zo'n klok maakt een periodieke beweging en blijft die volgen zo lang er energie is. 
De toestand van dit systeem wordt beschreven door twee variabelen die veranderen in de tijd: de uitwijking (x) en de snelheid (v) van de slinger.
Dit systeem kan eenvoudig worden gesimuleerd met een  gedempte harmonische oscillator die op een vaste plek in zijn baan (op de heenweg) een duwtje krijgt.
Het resultaat is te zien in de figuur. De twee variabelen (x en v) doorlopen een vervormde cirkel in de toestandsruimte (gele lijn). Dit is de limietcykel van het systeem.
Volgt men de cykel, dan neemt x periodiek toe en af. Dit beschrijft de beweging van de slinger.
De cykel is stabiel. Vanuit een toestand binnen de cykel convergeert het systeem naar de cykel toe (donkerblauwe lijn). Dit is het geval als de slinger eerst (bijna) stil hing.
Als de amplitude van de slingerbeweging om wat voor reden dan groter wordt (bijvoorbeeld doordat iemand tegen de klok stoot), dan convergeert het systeem ook terug naar de cykel (rose lijn).
Andere voorbeelden die op dezelfde manier functioneren zijn: het slaan van het menselijke hart, het bewegen van een boom in de wind, of het ontstaan van een draaikolk.